# 九一式中間練習機
九一式中間練習機
- 用途：練習機
- 分類：中間練習機
- 設計者：佐渡次郎、鈴木為文
- 製造者：横須賀海軍工廠
- 運用者：大日本帝国海軍
- 生産数：2機
- 運用状況：退役

九一式中間練習機（きゅういちしきちゅうかんれんしゅうき、旧字体：九一式中間練󠄀習󠄁機）は、大日本帝国海軍が試作した練習機。

## 概要
1930年（昭和5年）、当時の主力練習機だった三式陸上初歩練習機と実用機の間の性能差を埋めるため、300馬力級のエンジンを搭載した中間練習機の開発が横須賀海軍工廠（横廠）に命じられた。設計は佐渡次郎機関少佐と鈴木為文技師を中心に行われ、1931年（昭和6年）4月に試作一号機が完成した。
機体は木金混合骨組みに羽布張りの複葉機で、張線や翼間支柱の構造はそれ以前の機体と比較すると簡潔なものになっていた。エンジンは瓦斯電「天風一一型」を搭載。上昇力・航続力などに優れ、特に速力は当時の現用偵察機に匹敵した。しかし、機体の安定性、特に横方向の安定性が悪く、「練習機としては高性能すぎる」という声もあって練習機には不向きと判断され、制式採用こそされたものの実験機として使用されるに止まった。
のちに本機に改修を加えた機体が九三式中間練習機として制式採用され、量産された。

## 諸元
- 全長：7.89 m
- 全幅：11.10 m
- 全高：3.32 m
- 主翼面積：27.7 m2
- 自重：1,000 kg
- 全備重量：1,500 kg
- エンジン：瓦斯電 天風一一型 空冷星型9気筒（最大340 hp） × 1
- 最大速度：204 km/h
- 航続時間：3時間
- 武装：
7.7mm固定機銃 × 1
30kg爆弾 × 2
- 乗員：2名